# Chacaíto (métro de Caracas)
Chacaíto est une station de la ligne 1 du métro de Caracas, inaugurée le 27 mars 1983 lors du premier prolongement de la ligne à l'est et l'ouverture du tronçon La Hoyada - Chacaíto. Elle est le terminus provisoire de la ligne avant son prolongement de quatre stations jusqu'à Los Dos Caminos le 23 avril 1988.